# کارلو ماترل
کارلو ماترل (به ایتالیایی: Carlo Mattrel) بازیکن فوتبال و اهل ایتالیا است 

## تیم ملی
از سال ۱۹۶۲ میلادی عضو تیم ملی فوتبال ایتالیا بوده و در ۲ بازی ملی حضور داشته‌است. او در بازی‌های ملی‌اش ۳ گل دریافت کرد.
کارلو ماترل آخرین بازی ملی خود را در سال ۱۹۶۲ میلادی انجام داد.